# Love Sosa
《Love Sosa》는 치프 키프의 싱글 음악이다.

## 배경
이 노래는 2012년에 미완성된 채로 인터넷에 유출되었고, 약 1주가 흐른 뒤 완전판이 유출되었다. 몇 주 후에 이 노래는 아이튠즈를 통해 출시되었다.